# Układ kostny ptaków
Układ kostny ptaków – rusztowanie ciała ptaka zbudowane z tkanki kostnej i chrzęstnej. Stanowi ochronę dla narządów wewnętrznych, jest przyczepem dla mięśni, nadaje ciału kształt i postawę. Odgrywa ważną rolę w lokomocji. Szkielet ptaków wykazuje wiele cech, które umożliwiają ptakom lot.
Podobnie jak u innych kręgowców wyróżniany jest szkielet osiowy (czaszka, kręgosłup, żebra oraz mostek) oraz szkielet kończyn (obręcze oraz kończyny wolne).

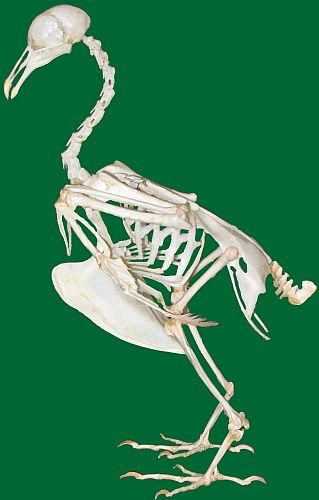
Szkielet ptaka (gołębia)

## Szkielet osiowy

### Czaszka

Szkielet ptaka na przykładzie gołębia:
1. czaszka
2. kręgi szyjne
3. widełki (kość)(zrost obojczyków u latających ptaków)
4. kość krucza
5. wyrostki haczykowate
6. grzebień
7. rzepka
8. tarsometatarsus (zlane kości śródstopia)
9. palce przeważnie 4, ustawione przeciwstawne (brak kciuka – 5 palca)
10. (kość goleniowa zlana z kością strzałkową) tibiotarsus
11. (kość strzałkowa zlana z kością goleniową) tibiotarsus
12. kość udowa
13. kości łonowe wraz z kośćmi: kulszową i biodrową zrośnięte w miednicę
14. kość kulszowa wraz z kośćmi: łonową i biodrową zrośnięte w miednicę
15. kość biodrowa wraz z kośćmi: łonową i kulszową zrośnięte w miednicę
16. kręgi ogonowe
17. pygostyl
18. synsacrum
19. łopatka
20. notarium
21. kość ramieniowa
22. kość łokciowa
23. kość promieniowa
24. carpometacarpus
25. III palec
26. II palec
27. I palec(skrzydełko)

Kości czaszki dzielone są na dwie grupy: kości otaczające mózg i narządy zmysłów tworzące mózgoczaszkę i kości otaczające początkowe odcinki dróg oddechowych tworzące trzewioczaszkę.
Szczęka dolna składa się z kilku zrośniętych kości parzystych: stawowych, wieńcowych, płytkowych. Żuchwa łączy się ze stawem żuchwowym, który tworzony jest przez kość czworoboczną (kość kwadratową) czaszki. Szczękę górną tworzą głównie kości międzyszczękowe.
Czaszka ptaków charakteryzuje się dużą lekkością, co wynika z braku zębów w szczękach, oraz spneumatyzowaniem kości. Zanikają także szwy. Dla ptaków charakterystyczne są silnie wykształcone oczodoły, które oddzielone są od siebie tylko cienką blaszką kostną – przegrodą międzyoczodołową. Czaszka zaopatrzona jest w jeden kłykieć potyliczny, łączący ją z kręgosłupem, co zapewnia swobodę ruchów.

### Kręgosłup
Kręgosłup ptaków jest silnie wyspecjalizowany. Zbudowany jest z kręgów, których u poszczególnych gatunków może być od 39 do 63. Różnica ta wynika przede wszystkim z różnej liczby kręgów w odcinku szyjnym, których występuje od 9 do 25. Kręgi (głównie odcinka szyjnego) kontaktują się ze sobą stawem siodełkowym (staw heteroceliczny), co wpływa korzystnie na ruchomość szyi. Ostatnie kręgi szyjne łączą się z krótkimi żebrami, które jednak nie mają połączenia z mostkiem. Kręgi odcinka piersiowego (występuje ich 3–10) łączą się żebrami, które połączone są z mostkiem tworząc klatkę piersiową. Kolejny odcinek kręgosłupa lędźwiowo-krzyżowy powstał na skutek zrośnięcia kręgów lędźwiowych i krzyżowych (synsakrum). Odcinek ten silnie łączy się z kośćmi biodrowymi pasa miednicowego. W dalszej części kręgosłupa znajduje się jeszcze kilka wolnych kręgów, za którym leży pygostyl, na którym osadzone są sterówki.

### Klatka piersiowa
Klatka piersiowa powstaje przez połączenie kręgów piersiowych żeber oraz mostka. Żebra niepołączone z mostkiem nazywane są żebrami rzekomymi. Ze względu na wielkość i pracę mięśni piersiowych jest ona bardzo wytrzymała na zgniecenia. Każde żebro składa się z dwóch części: kręgosłupowej i mostkowej, ruchomo połączonych. Połączenie to umożliwia oddalanie się lub przybliżanie mostka względem kręgosłupa. Na większości z żeber znajduje się wyrostek haczykowaty (processus uncinatus), który skierowany jest ku tyłowi i zachodzi na zewnętrzną powierzchnię następnego żebra; zachodząc na siebie, wyrostki te usztywniają klatkę piersiową.

### Mostek
Mostek ptaków jest silnie skostniały. U ptaków latających (grzebieniowych) jest on zaopatrzony w mocno wykształcony grzebień (carina (crista) sterni), który jest skierowany ku dołowi stanowiąc przyczep dla mięśni piersiowych. Ptaki bezgrzebieniowe nie posiadają tego wyrostka.

## Skrzydło

### Pas barkowy
Oparciem dla skrzydeł jest pas barkowy, który jest silnie powiązany z klatką piersiową. Pas ten składa się z trzech par kości: kruczej (coracoideum), łopatki (scapula, u ptaków o szablastym kształcie) i obojczyka (clavicula). Kości obojczyka, skierowane w dół, zrastają się ze sobą tworząc widełki, szczególnie dobrze rozwinięte u ptaków latających.

### Kończyna przednia wolna
Kończyna przednia wolna ptaka przystosowana jest do lotu lub pływania, u ptaków nielotnych może być w formie szczątkowej lub zredukowanej. Na szkielet skrzydła składają się: kość ramieniowa, kość łokciowa, kość promieniowa, kości nadgarstka (carpus), kości śródręcza oraz kości palców, których jest 3. Palec I (kciuk) tworzy skrzydełko.

## Kończyna miedniczna

### Pas miednicowy
Noga połączona jest ze szkieletem osiowym poprzez pas miednicowy, który u ptaków składa się z kości biodrowej (ilium), łonowej (pubis) i kulszowej (ischium). Łączą się ze sobą w panewce stawu biodrowego. U ptaków kości łonowe nie łączą się ze sobą w spojeniu łonowym; ich rozstaw jest większy u samic, jako przystosowanie do składania jaj.

### Tylna kończyna wolna
Tylna kończyna wolna ptaka przystosowana jest głównie do chodzenia lub pływania. W skład tej kończyny wchodzą: kość udowa, kość piszczelowa i strzałkowa oraz kości stopy. Kość udowa jest krótka i znajduje się prawie w całości w obrębie mięśni oraz kości podudzia – silnie zbudowana kość piszczelowa, mała, uwsteczniona kość strzałkowa oraz kości stopy. Zaliczają się do nich kość skokowa, stanowiąca zrost 2., 3., 4. i 5. kości śródstopia. Palce są obecne zazwyczaj w liczbie 4, gdzie 3 skierowane są do przodu, a 1 do tyłu. Wyjątkami są np. struś czerwonoskóry, u którego występują dwa palce, albo jerzyk zwyczajny, u którego 4 palce są skierowane do przodu.